# Лёк (приток Сылвы)
Лёк — река в России, протекает по Кишертскому району Пермского края. Устье реки находится в 89 км от устья Сылвы по правому берегу. Длина реки — 53 км, площадь водосборного бассейна — 396 км².
Притоки: правые — Солянка, Шой, левые — Грязнушка, Бырма.

## Данные водного реестра
По данным государственного водного реестра России относится к Камскому бассейновому округу, водохозяйственный участок реки — Сылва от истока и до устья, речной подбассейн реки — Кама до Куйбышевского водохранилища (без бассейнов рек Белой и Вятки). Речной бассейн реки — Кама.
Код объекта в государственном водном реестре — 10010100812111100012753.